# Duckeanthus grandiflorus
Duckeanthus es un género monotípico de plantas fanerógamas, perteneciente a la familia de las anonáceas. Su única especie: Duckeanthus grandiflorus R.E.Fr., es nativa de Brasil donde se encuentra en la Amazonia.

## Taxonomía
Duckeanthus grandiflorus fue descrita por Robert Elias Fries y publicado en Acta Horti Bergiani 12: 107, en el año 1934.